# Котловина Больших Озёр
Котлови́на Больши́х Озёр — обширная тектоническая впадина на западе Монголии и юге Тувы.

## География
Котловина ограничена хребтами Алтая на западе, Монгольского Алтая на юго-западе и юге, нагорьем Хангай на востоке и хребтом Танну-Ола на севере. К югу от котловины располагается пустынная Шаргинская котловина, которую иногда включают в состав Котловины Больших Озёр. Протяжённость котловины с севера на юг составляет св. 500 км, с запада на восток до 400 км. Общая площадь превышает 100 тыс. км². Высота изменяется от 758 м (урез самой низкой части котловины — оз. Убсу-Нур) до 1500—2000 м на окаймляющих котловину горах. В северной части котловины проходит небольшой хребет Хан-Хухийн-Нуруу, отделяющий бассейн озера Убсу-Нур от остальной части котловины.
Основные формы рельефа в районе котловины Больших озёр:
- скалистые горы, по склонам которых расположены степи и лесостепи
- наклонные щебнистые и глинистые равнины пустынного типа
- озёрные равнины
- песчаные скопления разнообразных типов общей площадью около 14 тыс. км²

## Гидрография
Низменности котловины заполняют многочисленные озера, крупнейшие из них:
- Пресноводные:
  - Хар-Ус-Нуур — второе по величине пресноводное озеро Монголии
  - Хар-Нуур
  - Айраг-Нуур
  - Баян-Нуур
  - Торе-Холь
- Солёные:
  - Убсу-Нур — крупнейшее озеро Монголии[2] (небольшой фрагмент северной части озера принадлежит России), бассейн которого внесён в список Всемирного наследия ЮНЕСКО.
  - Хяргас-Нуур
  - Дурген-Нуур

Долины рек, при выходе в котловину образуют широкие дельты. Основные реки: Кобдо-Гол (Ховд), Дзабхан-Гол (Завхан), Тес-Хем (Тэс, Тэсийн-Гол).

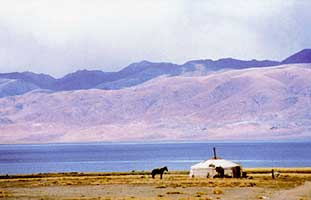
Озеро Убсу-Нур — крупнейшее озеро в котловине Больших Озёр и самое большое озеро Монголии

## Климат, флора и фауна
Климат в котловине резко континентальный, зафиксированный минимум температуры составляет —50 °C, максимум +35 °C. Среднегодовая норма осадков в центральной и южной частях составляет 100—150 мм. Преимущественный ландшафт — сухие степи и (в центральной части котловины) — полупустыни и пустыни. В окаймляющих котловину горных областях осадков выпадает до 350 мм в год.
На территории региона развито пастбищное животноводство, и только на небольших участках — орошаемое земледелие.
Над котловиной проходит центрально-азиатский путь миграции водных птиц Западной и Средней Сибири. Также на территории впадины обитает несколько глобально редких видов, в том числе снежный барс и горный баран — аргали.